# 20 mai 1959
Le mercredi 20 mai 1959 est le 140e jour de l'année 1959.

## Naissances
- Anne Élaine Cliche, écrivaine canadienne
- Barbara Lochbihler, femme politique allemande
- Bertrand Soubelet, général de la gendarmerie nationale française
- Bronson Pinchot, acteur américain
- Christopher DeFaria, producteur de cinéma américain
- Daniel Darc (mort le 28 février 2013), chanteur français
- Frank Medrano el bachir, acteur américain
- Hélène Ryckmans, femme politique belge
- Israel Kamakawiwoʻole (mort le 26 juin 1997), chanteur hawaïen
- Joseph Spiteri, Nonce apostolique maltais, diplomate du Saint-Siège
- Juan Carlos Letelier, joueur de football chilien
- Marianne Curley, écrivaine australienne

## Décès
- Alfred Schütz (né le 13 avril 1899), philosophe des sciences sociales autrichien
- S. Dharmambal (née le 1er janvier 1890)

## Événements
- Début de Coupe d'Union soviétique de football 1959-1960
- Publication de Le Monde, la Chair et le Diable
- Création de Ming Pao
- Début de Tour de Colombie 1959